# Leftoverture
Leftoverture is het vierde studioalbum van de Amerikaanse rockband Kansas. 

## Geschiedenis
De band speelt rockmuziek, afgewisseld met rustige melodieuze passages, waarin de viool een prominente rol speelt. Don Kirshner (muziekproducent en muziekuitgever) had Kansas zijn muziekstart gegeven, maar zonder groot succes. Het ontbreken van spraakmakende verkoopcijfers werd geweten aan het feit dat er maar geen geschikt nummer gevonden kon worden dat als single uitgebracht kon worden, alhoewel er wel singles werden uitgegeven (onder andere Song for America). De muziek zou te complex zijn. Kirshner zond de band voor Leftoverture opnieuw met muziekproducent Jeff Glixman naar de afgelegen geluidsstudio "Studio in the Country" in de moerasachtige omgeving van Bogalusa in Louisiana. De band in 2017: "It was in the middle of a swamp. We'd walk out of the studio and there would be gators in front of the studio, mosquitos the size of B-52s and at times armadillos would run into the control room, laughing." Het zag er in eerste instantie niet goed uit. Zanger en songwriter Steve Walsh zat met een schrijversblok, zodat Kerry Livgren het merendeel moest schrijven. Die bleek, nadat de band maar met een lied de studio in ging voor repetities, voldoende inspiratie te hebben voor dit album, waarbij muziek en teksten grotendeels tijdens de oefenperiode tot stand kwamen.  
Leftoverture werd een groot succes en bereikte in 42 weken notering de vijfde plaats in de Billboard 200 en er werden destijds drie miljoen (later oplopend naar vijf miljoen) exemplaren van verkocht. In Europa kwam het niet zover. Het betekende wel de grote doorbraak voor Kansas. En Kansas kreeg in de vorm van de singleversie van Carry on wayward son hun eerste succesvolle single. Livgren kwam met het nummer op een vrije dag, de dag voordat de opnamen voor het album zouden beginnen. Livgren vertelde in 1978 tegen Jip Golsteijn dat hij het in een kwartier klaar had. De platenhoes werd geleverd door Tom Drennon, die dat ook zou doen voor de volgende albums van Kansas.
Het album werd later geremasterd. Bij een Kansasreünie in 2016/2017, zonder Walsh (had er geen zin meer in) en Livgren (gezondheidsproblemen) werd het gehele album tijdens concerten ten gehore gebracht. Opnamen daarvan verschenen op de tweede compact disc van het livealbum Leftoverture: live and beyond. 

## Muzikanten
- Steve Walsh – orgel, piano, synthesizers, vibrafoon, zang en achtergrondzang
- Kerry Livgren – elektrische gitaar, piano, synthesizers
- Robby Steinhardt – viool, zang op "Miracles out of nowhere" en "Cheyenne anthem", achtergrondzang
- Rich Williams – elektrische en akoestische gitaren
- Dave Hope – basgitaar
- Phil Ehart – drums, percussie
- Toye LaRocca, Cheryl Norman– zang op "Cheyenne anthem"

## Muziek
| Nr. | Titel                                   | Duur |
| --- | --------------------------------------- | ---- |
| 1.  | Carry on wayward son (Kerry Livgren)    | 5:25 |
| 2.  | The wall (Kerry Livgren, Steve Walsh)   | 4:51 |
| 3.  | What’s on my mind (Kerry Livgren)       | 3:28 |
| 4.  | Miracles out of nowhere (Kerry Livgren) | 6:28 |

| Nr. | Titel                                                                                            | Duur |
| --- | ------------------------------------------------------------------------------------------------ | ---- |
| 1.  | Opus insert (Kerry Livgren)                                                                      | 4:28 |
| 2.  | Questions of my childhood (Steve Walsh, Kerry Livgren)                                           | 3:40 |
| 3.  | Cheyenne anthem (Kerry Livgren)                                                                  | 6:55 |
| 4.  | Magnum opus (Kerry Livgren, Steve Walsh, Rich Williams, Dave Hope, Phil Ehart, Robby Steinhardt) | 8:35 |

The Wall en Miracles out of nowhere zijn powerballads; What’s on my mind en Questions of my childhood zijn melodische rock. In het nummer Cheyenne anthem zingt een kinderkoor mee. Magnum Opus is een nummer met diverse soli en bestaat uit een aantal delen: Father Padilla meets the perfect gnat;  Howling at the moon, Man overboard,  Industry on parade, Release the beavers en Gnat Attack. 